# Requiari
Requiari fou rei dels sueus (448-456). Era fill del rei sueu Requila, i havia pujat al tron el 448. Poc després es va casar amb la filla de Teodoric I (rei dels visigots). Al·legant una visita al seu sogre va reunir un fort exèrcit, amb el que va devastar el centre de la Tarraconense probablement aliat a les partides de bagaudes que actuaven a la vall de l'Ebre. Va atacar Cesaragusta i Ilerda i es va apoderar de la regió fins a la vall del Segre (449). Les forces godes de la província, sota el comandament del romà Basili el van combatre i finalment el 452 va signar un tractat amb els comes Fortunatus i Manricus, que establia la retirada dels sueus de la Tarraconense i d'altres territoris. El 455 Requiari va trencar l'acord i va tornar a envair la Tarraconense, potser en ajut dels seus aliats vascons. El seu cunyat Teodoric II (rei dels visigots) va anar a la zona amb un exèrcit. Requiari, en conèixer la notícia, es va retirar, però fou atrapat i derrotat en la batalla del riu Órbigo, i fou fet presoner, essent executat poc després (desembre del 456).